# Sousaki
Der Sousaki (griechisch Σουσάκι (n. sg.)) ist ein erloschener Vulkan in der Korinthia. Er liegt auf dem Gebiet des Ortes Agii Theodori, das auch Krommyonia genannt wird, etwa 7 km östlich des Isthmus von Korinth und des Kanals von Korinth und am südöstlichen Ende des Gerania-Gebirges. Das Kap Sousaki, bei dem vermutlich die antike Stadt Sidus lag, ist nach ihm benannt und auch der Ort Agios Charalambos wird auch Sousaki genannt. Der Sousaki ist der nordwestlichste Vulkan des Vulkanischen Bogens der südlichen Ägäis.

## Beschreibung
Der Sousaki liegt auf etwa 180 m Höhe und hat zwei bis vier Eruptionszentren. Man unterscheidet die westlichen und östlichen Zentren. Die ältere Gruppe im Westen war während des Pliozäns vor etwa 3,6 bis 4 Millionen Jahren (mya) und die jüngere östliche Gruppe am Ende des Pliozäns und dem Anfang des Pleistozäns etwa vor 2,3 bis 2,8 mya aktiv. Von diesen Eruptionen zeugen die Gesteine Rhyodazit und Rhyolith, die bei dem Sousaki einen ungewöhnlich hohen Anteil an Strontiumisotopen und einen ungewöhnlich niedrigen Anteil an Neodymisotopen aufweisen. Bei dem letzten Ausbruch wurde der etwa 3 km südlich gelegene Küstenbereich, auf dem sich heute die Erdölraffinerie befindet, gebildet.
Heute gibt es hier dutzende Fumarolen, aus denen täglich etwa eine Tonne Gas mit einer Temperatur von 42 °C, das zu über 95 % aus Kohlenstoffdioxid, etwa 0,8 % Methan und 0,12 % Schwefelwasserstoff besteht, freigesetzt wird. Möglicherweise stehen auch die Thermalquellen von Loutraki mit dem Sousaki in Verbindung. Bei einem Erdbeben der Stärke 2–3 auf der Richterskala stieg im Jahr 1997 Lava in die höhere Erdkruste auf. Es könnte in Zukunft zu weiteren Aktivitäten kommen.